# Венценосни мухояди
Венценосните мухояди (Onychorhynchus), наричани също кралски мухоловки, са род средноголеми птици от семейство Tityridae.
Разпространени са в горите на Южна и Централна Америка. Родът включва четири близкородствени вида, разглеждани в някои класификации като подвидове на един вид:
- Onychorhynchus coronatus
- Onychorhynchus mexicanus
- Onychorhynchus occidentalis
- Onychorhynchus swainsoni